# Stazione di Reggio Emilia
La stazione di Reggio Emilia è una stazione ferroviaria della linea Milano-Bologna. È una delle due principali stazioni ferroviarie della città (l'altra è la stazione di Reggio Emilia AV Mediopadana).
È il capolinea della ferrovia Reggio Emilia-Ciano d'Enza e della ferrovia Sassuolo-Reggio Emilia, oltre a essere stazione passante per la ferrovia Reggio Emilia-Guastalla. Le tre linee, nel loro complesso, sono note come ferrovie reggiane e sono gestite da Ferrovie Emilia Romagna.
La gestione dei locali commerciali e degli spazi legati all'attività ferroviaria è affidata a Rete Ferroviaria Italiana.

## Storia
La costruzione della stazione di Reggio iniziò nel 1856 nei pressi della porta San Pietro. La scelta del luogo non fu affatto casuale, le autorità militari austro-estensi infatti, per evitare l'arrivo di truppe nemiche via ferrovia, avevano deciso di erigere il fabbricato della futura fermata in un punto che potesse essere preso d'infilata dalle artiglierie del forte Ferdinando Vittorio o San Marco, costruito nel 1850 sul bastione omonimo. Nonostante le precauzioni, la stazione di Reggio sarà inaugurata il 21 luglio 1859 con l'apertura della linea tra Piacenza e Bologna, esattamente dieci giorni dopo la fuga del duca Francesco V da Modena a seguito della vittoria franco-piemontese a Magenta.
All'inizio degli anni trenta fu deciso da parte delle Ferrovie dello Stato di ammodernare alcune stazioni diventate ormai obsolete. Il progetto della stazione fu affidato all'architetto Angiolo Mazzoni, mentre i lavori di costruzioni, diretti dall'ing. Grisaffi, furono assegnati alla Coop. Soc. Anonima Costruzioni Edili. I lavori, iniziati il 10 marzo 1934, ammontarono a 2.793.000 lire. La nuova stazione venne inaugurata il 28 ottobre 1935 alla presenza di Mario Jannelli, sottosegretario alle Comunicazioni.
Il nuovo fabbricato ebbe tuttavia vita breve, tra il 7 e l'8 gennaio 1944 fu distrutto dai bombardamenti alleati che avevano come obbiettivo le vicine Officine Meccaniche Reggiane ed il vicino aeroporto militare.
Nel 1946 iniziarono i lavori di ricostruzione della stazione, il cui progetto fu affidato all'architetto Roberto Narducci. Il nuovo edificio fu inaugurato nel 1949.
Nel 1960 nella stazione fu attivato un apparato centrale elettrico a leve. Le prime biglietterie automatiche furono operative dall'inizio degli anni 1990.
Verso il 2000 la stazione fu dotata, per la prima volta, di monitor e tabelloni informativi elettronici per gli arrivi e le partenze: prima d'allora i sistemi informativi in tempo reale erano costituiti dai soli annunci sonori.

## Strutture e impianti
Il piazzale della stazione RFI è percorso da cinque binari destinati ad uso passeggeri: quelli numerati come 3 e 4 sono su corretto tracciato (al terzo fermano i treni diretti verso Parma, mentre al quarto quelli diretti verso Modena), gli altri sono su tracciato deviato e vengono usati per i treni che hanno come capolinea questa stazione o per le precedenze.
Tutti i binari, ad eccezione del 2º che è un binario di servizio, sono dotati di banchina, riparati da una pensilina e collegati fra loro da due sottopassaggi.
Sono inoltre presenti due binari di competenza di Ferrovie Emilia Romagna, numerati 1 FER e 2 FER e serviti dai treni regionali della ferrovia Reggio Emilia-Guastalla. I binari FER sono serviti da marciapiedi alti (55 cm), che consentono l'incarrozzamento a raso, e sono raggiungibili tramite il sottopasso di stazione.
Sono infine presenti numerosi altri binari, sprovvisti di banchina, che vengono utilizzati per il ricovero dei mezzi o per il servizio merci.

### Architettura
In origine, vi era un fabbricato viaggiatori in stile vagamente neoclassico, molto simile a quelli di Modena e Parma.
Tra il 1934 ed il 1935 il vecchio fabbricato fu demolito e sostituito da un nuovo progettato dall'architetto Mazzoni. Il nuovo edificio, con accenti espressionisti e futuristi, era caratterizzato dalle decorazioni tricolore (Reggio è detta "la città del Tricolore") e dalla pensilina d'ingresso sagomata in forma d'ali. Accanto al fabbricato centrale, sul lato destro, venne costruito un edificio adibito ad ospitare gli uffici della gestione merci e gli alloggi dei ferrovieri.
Il nuovo fabbricato, distrutto dai bombardamenti del 1944 e sostituito dall'attuale, progettato dall'architetto Roberto Narducci e completato nel 1949.
L'edificio è composto da tre corpi: il corpo centrale è composto da un colonnato composto da otto colonne rivestite di marmo separate tra loro da un'ampia vetrata che fornisce luce agli spazi interni; i due fabbricati laterali si sviluppano simmetricamente rispetto al corpo centrale e sono rivestiti in mattone.
Il corpo centrale si sviluppa su tre livelli (di cui solo il piano terra è accessibile ai viaggiatori) mentre le strutture laterali si compongono di due piani.
Una pensilina in muratura protegge gli accessi al fabbricato sia dal lato dei binari sia da quello del fronte, mentre i fabbricati laterali dispongono della pensilina solo dal lato binari.
La stazione dispone di uno scalo merci con annesso magazzino: al 2010 il magazzino è stato convertito a deposito. L'architettura del magazzino è molto simile a quella delle altre stazioni ferroviarie italiane.
A maggio 2007 sono terminati i lavori di ristrutturazione della stazione. L'intervento, cofinanziato da Rete Ferroviaria Italiana e Centostazioni, è costato circa 1,2 milioni di euro. I lavori hanno prevalentemente interessato il fabbricato viaggiatori: si è proceduta alla eliminazione degli elementi spuri costruiti dopo i bombardamenti della seconda guerra mondiale, l'installazione di un nuovo sistema di illuminazione, ampliati gli spazi per i servizi commerciali, il rinnovamento dei servizi igienici e l'adeguamento a norma di legge degli impianti tecnologici.
Negli anni 2010 fu soppressa la precedente sala d'attesa. Con la riqualificazione del 2019 la sala è stata ripristinata negli spazi originari a lato del corridoio di collegamento fra la biglietteria e il bar ristorante.

## Movimento

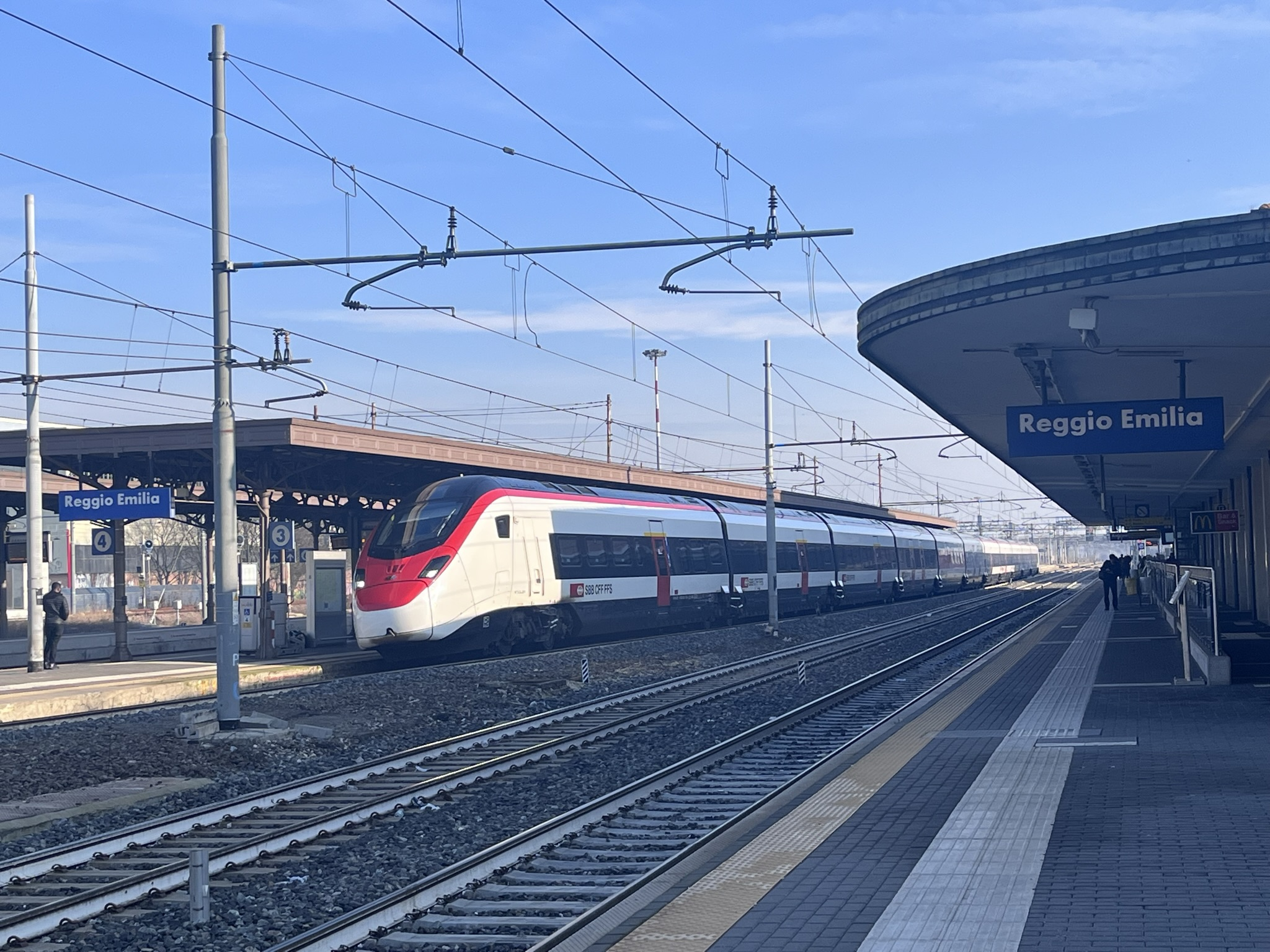
L'Eurocity 326 Bologna-Zurigo, in materiale elettrotreno RABe 501 Giruno di FFS, in servizio passeggeri alla stazione di Reggio Emilia.

La stazione è servita da treni regionali svolti da Trenitalia Tper nell'ambito del contratto di servizio stipulato con la Regione Emilia-Romagna, nonché da servizi a lunga percorrenza svolti da Trenitalia.
Limitatamente al trasporto regionale, a novembre 2019 la stazione risultava frequentata da un traffico giornaliero medio di circa 12 402 persone (6855 saliti + 5547 discesi).
Le manovre nello scalo merci, servito a sua volta da diverse imprese ferroviarie, sono svolte a cura di Dinazzano Po.

## Servizi
La stazione è classificata da RFI nella categoria gold.
La stazione offre i seguenti servizi:
- Biglietteria a sportello
- Biglietteria automatica
- Sala d'attesa
- Servizi igienici
- Posto di Polizia ferroviaria
- Bar
- Ristorante
- Deposito bagagli con personale[17]
- Ufficio postale

## Interscambi
La stazione dispone di:
- Fermata autobus
- Stazione taxi